# Działalność rolnicza

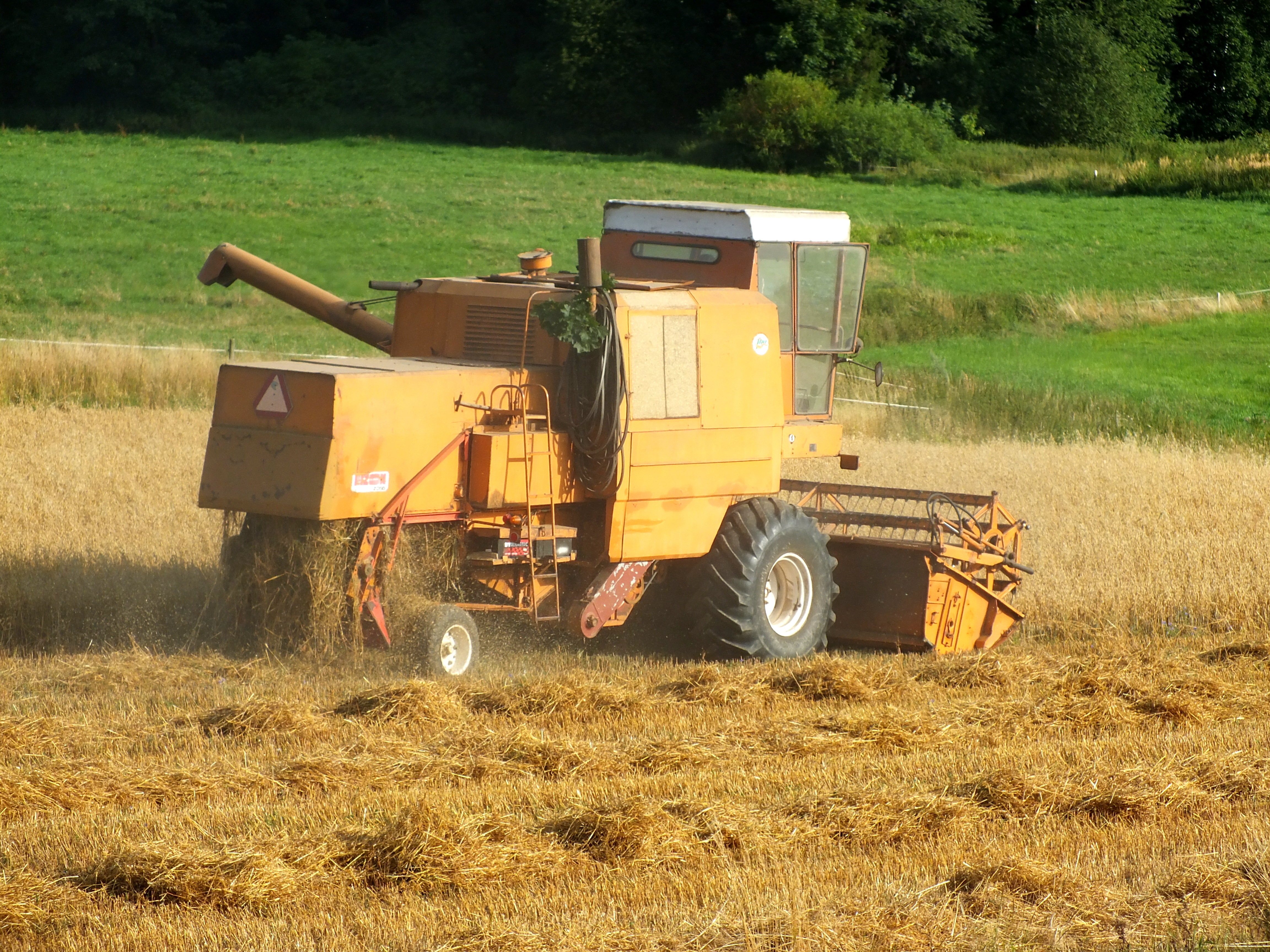
Działalność rolnicza

Działalność rolnicza – działalność w zakresie produkcji roślinnej lub zwierzęcej, w tym ogrodniczej, sadowniczej, pszczelarskiej i rybnej.
Stanowi działalność związaną z uprawą roślin, która obejmuje uprawy rolne, w tym grzyby jadalne, warzywnictwo i ogrodnictwo, szkółkarstwo, hodowlę i nasiennictwo roślin rolniczych i ogrodniczych oraz chów i hodowlę zwierząt gospodarskich, a także działalność polegającą na utrzymaniu użytków rolnych w stanie nadającym się do wypasu lub uprawy.